# Flag (számítástechnika)
A számítógépes programozásban a flag egy vagy több bitre utalhat, amelyek egy bináris érték vagy egy Boole-változó tárolására szolgálnak, és speciális kódfeltételeket jeleznek, például a fájl üres vagy teli várólista állapotát.
A flagek egy meghatározott adatszerkezet, például egy adatbázisrekord (row) tagjaként találhatók meg, és a flagben szereplő érték jelentése általában a hozzá tartozó adatszerkezettel kapcsolatban kerül meghatározásra. Sok esetben a flag bináris értéke a lehetséges körülmények vagy állapotok egyikét jelenti. Más esetekben a bináris értékek egy vagy több attribútumot képviselhetnek egy bitmezőben, amelyek gyakran képességekhez vagy jogosultságokhoz kapcsolódnak, mint például „írható” vagy „törölhető”. A flag-értékekhez azonban sok más lehetséges jelentés is rendelhető. A flagek egyik gyakori felhasználása az adatszerkezetek jelölése vagy kijelölése a későbbi feldolgozáshoz.
A mikroprocesszorokban és más logikai eszközökben a flag-eket általában különböző műveletek közbenső vagy végső állapotának vagy eredményének ellenőrzésére vagy jelzésére használják. A mikroprocesszorok jellemzően rendelkeznek például egy állapotregiszterrel, amely ilyen flag-ekből áll, és a flag-ek különböző művelet utáni állapotok jelzésére szolgálnak, például aritmetikai túlcsordulás esetén. A flag-ek felhasználhatók a későbbi műveletekben, például a feltételes ugróutasítások feldolgozásában. Például egy JE (Jump if Equal) utasítás az x86 assembly nyelvben ugráshoz vezet, ha a Z (zéró) flag-et valamilyen korábbi művelet beállította.
A parancssori kapcsolót flagnek is nevezik. A parancssori programok gyakran egy opcióelemzővel indulnak, amely a parancssori kapcsolókat a cikk értelmében flagekre fordítja.

## Fordítás
- Ez a szócikk részben vagy egészben  a   Flag (programming) című angol Wikipédia-szócikk fordításán alapul.  Az eredeti cikk szerkesztőit annak laptörténete sorolja fel. Ez a jelzés csupán a megfogalmazás eredetét és a szerzői jogokat jelzi, nem szolgál a cikkben szereplő információk forrásmegjelöléseként.